# 185
185 (сто осемдесет и пета) година по юлианския календар е невисокосна година, започваща в петък. Това е 185-а година от новата ера, 185-а година от първото хилядолетие, 85-а година от 2 век, 5-а година от 9-о десетилетие на 2 век, 6-а година от 180-те години. В Рим е наричана Година на консулството на Ласкивий и Атилий (или по-рядко – 938 Ab urbe condita, „938-а година от основаването на града“).

## Събития
- Консули в Рим са Триарий Матерн Ласкивий и Тиберий Клавдий Атилий Брадуа Атик.
- Благородниците в Британия изискват Комод да отмени цялата власт, дадена на Тигидий Перен, който в крайна сметка е екзекутиран.
- Публий Хелвий Пертинакс е управител на провинция Британия и потушава бунт на римските легиони, които искат той да стане император.
- Император Комод източва римската хазна, за организирането на гладиаторски представления и започва да конфискува имущество, за да ги поддържа. Самият той участва като гладиатор в битките в Циркус Максимус.
- В Индия управлява Васудева, кушански император.
- Клеомед открива рефракцията на светлината от земната атмосфера.

## Родени
- Ориген
- Уан Ксян, министър на Цао Уей (починал 269 г.)

## Починали
- Тигидий Перен, преториански префект